# Tomb Raider II
Tomb Raider II (também conhecido como Tomb Raider II: Starring Lara Croft) é um jogo eletrônico de ação-aventura de 1997, desenvolvido pela Core Design e publicado pela Eidos Interactive. Foi inicialmente lançado para Windows e PlayStation. Lançamentos posteriores ocorreram para Mac OS (1998), iOS (2014) e Android (2015). É a segunda entrada da franquia Tomb Raider, e segue a arqueóloga-aventureira Lara Croft em sua busca pela mágica Adaga de Xian, em competição com um culto italiano. A jogabilidade apresenta Croft navegando por níveis divididos em múltiplas áreas e complexos de salas enquanto luta contra inimigos e resolve quebra-cabeças para progredir, com algumas áreas permitindo ou exigindo o uso de veículos. Um pacote de expansão, subtitulado The Golden Mask, foi lançado no ano seguinte, contendo novos níveis focados na busca de Croft por uma máscara dourada no Alasca.
A produção iniciou-se em 1996, imediatamente após o sucesso do primeiro Tomb Raider, sendo finalizado em oito meses, um curto período de desenvolvimento que foi emocionalmente e fisicamente estressante para a equipe. Os membros originais da equipe, Toby Gard e Paul Douglas, deixaram o projeto em virtude de diferenças criativas com a publicadora, embora muitos tenham permanecido, incluindo o compositor Nathan McCree. Uma versão para Sega Saturn foi descartada devido um contrato de exclusividade assinado entre Eidos e Sony. Os críticos aclamaram o jogo em seu lançamento, com vários notando sua jogabilidade expandida e gráficos mais suaves. Vendeu quase sete milhões de cópias mundialmente. Uma sequência, Tomb Raider III, foi lançada em 1998. Uma versão remasterizada do jogo, junto de The Golden Mask, foi incluída em Tomb Raider I–III Remastered em 2024.

## Jogabilidade
A jogabilidade de Tomb Raider II baseia-se no jogo original. Inovações incluem novas armas, movimentos extras, um pequeno conjunto de veículos, fases maiores e muitos inimigos.
Em termos de movimentos, Lara pode agora escalar parede e rolar no ar para o solo na direção oposta que o jogador tenha que enfrentar. As armas foram expandidas para arma de arpões, um lançador de granadas, e um rifle M16. O inventário inclui flares (sinalizadores), que são utilizados para iluminar cantos escuros e tirar partido da melhor modelagem tridimensional executada pelos desenvolvedores. Os dois veículos no jogo são uma lancha (em Veneza) e uma moto de neve (no Tibet). Ambos são usados para percorrer longas distâncias em todo mapa e podem acelerar em rampas ou atropelar inimigos.
Em Tomb Raider II, a aparência de Lara foi dada a cargo do designer Staurt Atkinson, dando ao cabelo dela um rabo de cavalo, uma aparência mais agradável e novas roupas. Na China e em Veneza, ela veste sua familiar roupa Tomb Raider de blusa e shorts, nas fases de água uma roupa de mergulho, uma jaqueta de vôo no Tibet e um roupão de banho na Mansão Croft.
O objetivo do jogo mantem-se inalterado ao jogo anterior: cada fase deve ser terminada com vários quebra-cabeças resolvidos, colecionando itens chave, e realizando difíceis saltos. No entanto, desta vez há uma ênfase no combate com armas e matando oponentes humanos também. Segredos deixaram imediatamente de recompensar o jogador com armas ou medicamentos. Em vez disso, cada segredo é marcado por um dragão ornamental colorido (secrets): prata (ou pedra), jade e ouro, e de acordo com a dificuldade de sua localização. Só quando Lara tiver coletado cada um dos dragões em uma fase ela receberá um bônus, geralmente constituído por uma nova arma e/ou muita munição.

## História

### Enredo
A história de Tomb Raider II fala sobre a mística Adaga de Xian, uma
arma que nos tempos antigos era usada pelo Imperador da China para comandar seu exército. Ao mergulhar a Adaga no coração de uma pessoa, a arma tem o poder de transformá-la em um dragão. Um flashback revela que a última batalha que foi travada pela Adaga terminou em derrota, quando os monges guerreiros do Tibet conseguiram remover a faca do coração do Imperador. A Adaga voltou para seu lugar na Grande Muralha e foi guardada por séculos.
Lara Croft tem a missão de achar a Adaga de Xian, uma adaga com poderes misticos cujo poder é se transformar num terrível dragão. Em contra mão, Marco Bartoli, um milionário italiano, também está a procura de tal artefato, nessas condições se inicia uma corrida emocionante em que o destino da Terra está em jogo.
O jogo se inicia na Muralha da China, onde Lara Croft está investigando a verdade por trás da lenda da Adaga. Quando ela descobre a entrada para a câmara do artefato, percebe-se que a chave para destrancar a porta está faltando, e de repente ela é atacada por um italiano que alega que trabalha para um homem chamado Marco Bartoli.
Após as pistas colhidas na China, Lara descobre que Marco Bartoli é um líder da Máfia veneziana e fundou um culto obcecado com a antiga Adaga. Ela descobre que seu esconderijo fica na romântica Veneza. Ela viaja pra lá e então segue Bartoli a bordo de seu avião, que segue para uma estação petroleira no mar Adriático. No lugar, o culto está realizando escavações em um navio naufragado chamado Maria Doria, que uma vez pertenceu a Gianni Bartoli, pai de Marco. Lara sabe a partir de um monge tibetano detido, irmão Chan, que o naufrágio tem um antigo artefato tibetano chamado Seraph. Por gerações, os monges do mosteiro Barkhang dedicaram-se à preservação do Talion, a chave para a porta que tranca a Adaga de Xian, mesmo que tenha sido afundado com Maria Doria.
O Seraph, por sua vez, é a pedra-chave para a câmara que guarda o Talion. Antes de irmão Chan revelar mais coisas, ele é morto por Bartoli. Lara mergulha para os destroços do navio e recupera com sucesso o Seraph, depois disso ela vai ao mosteiro Barkhang no Tibet. Com a ajuda dos monges guerreiros, ela abre a tumba para o Talion e recupera o artefato para o local de origem.
Um jipe em alta velocidade com Bartoli em perseguição termina de volta na China, onde Lara abre a porta para a câmara que guarda a Adaga. Antes que ela alcance o artefato, porém, Lara mergulha nas catacumbas abaixo da Grande Muralha. Entretanto, Bartoli crava o punhal em seu coração, transformando-se assim em um dragão. No confronto final, Lara aproveita a criatura inconsciente temporariamente e puxa o punhal do coração de Bartoli. No epílogo, o restante dos homens de Bartoli segue Lara na Inglaterra e invadem a mansão dela.